# Sárospataki repülőtér
A Sárospataki repülőtér a várostól 2 kilométerre keletre fekszik, időszakosan üzemelő füves repülőtér, mely négyüléses sportrepülőgépek fogadására is alkalmas.

## További adatok
- Csak nappali VFR repülés folytatható
- Magasság: 97 méter (318 láb)
- Hívójel: Unicom (Sárospatak repülőtér)
- Frekvencia: 123,2 MHz

## Története
A Sárospataki Református Főgimnázium tanulói és tanárai 1933-ban először a gödöllői cserkész világtalálkozón találkoztak a repüléssel és hazatérve szervezkedni is kezdtek Sárospatakon a repülés megindításáért. Sikerült megnyerniük a helyi „Tiszaszabályozó Társulat” főmérnökét, az agilis – kiváló szervezési adottságokkal – és összeköttetésekkel rendelkező Faltys Ferencet a helyi vitorlázórepülés támogatására, így a környékbeli városoktól is kaptak támogatást egy Zögling repülőgép megvásárlására.
Jórészt társadalmi munkában, de már 1935 őszén a Hosszú hegy keleti oldalán – mintegy négy kilométerre Sárospataktól – hangár épült. A Hosszú hegy észak-déli hegyvonulata kezdőknek és haladóknak egyaránt minden irányban jónak bizonyult a vitorlázórepülés megtanulásához. A Pogány-kút és a Darnó-hegy 396 méteres csúcsa alatti lankás völgyben, a Hosszú-hegy nyugati oldalán ismerkedett meg minden növendék a repülés fogásaival. Az anyagi pártfogók és a Nemzeti Repülőalap, a MOVERO segítségével a gépállomány gyarapodott. 1938 után megjelentek a minőségi előrelépést jelentő Tücsök, Vöcsök gépek is idősebb Rubik Ernő és Mitter Lajos esztergomi vállalkozásából, a MOVERO Sportrepülők Esztergomi Szakosztályából.
A háború kitörése után CR-32-esek, majd felderítők települtek a tábori repülőtérre. 1943-ban a hangárt szétszedték és a Sárospatak keleti oldalán fekvő ártéri legelő szélén építették fel. A Bereknek nevezett sík területen áttértek a vitorlázógépek csörlős indítására. 1944-ben a békés hegyalját is elérte a háború szele. A német megszállás, a lezárt Bodrog-híd, angolszász bombázógépek a légtérben, csapatszállító vitorlázógépeket menekítő Stuka kényszerleszállása a Berekben és még számos hadi esemény jelezte a második világháború keleti frontjának közeledését. 1944. október 20-án már igazi harci cselekmények is történtek. Egy sérült B-17-es nehézbombázó a vitorlázó repülő tábortól 500 méterre zuhant le és égett ki. Az oktatók és a növendékek szétszóródtak, sokan a Bodrogot elérő fronton vesztették életüket.
A repülőtér Bereki leszállóhelyét a rendszerváltás után újraindították, de forgalma rendkívül alacsony, fejlesztése a Sátoraljaújhelyi Ipari Park fejlesztésének keretén belül elképzelhető.